# Адриановка (Забайкальский край)
Адриа́новка — посёлок при станции в Карымском районе Забайкальского края России. Административный центр сельского поселения «Адриановское».

## География
Посёлок расположен на реке Могойтуй, при впадении в неё реки Гужеевой, в 29 км к юго-востоку от районного центра — посёлка Карымское. Через Адриановку проходит железнодорожная ветка, имеется станция.

## История
Посёлок возник в 1898 г. в связи со строительством Забайкальской железной дороги.

## Население
1. Н/Д[4]

## Транспорт
Основная транспортная магистраль — железнодорожная ветка Тарская — Забайкальск Забайкальской железной дороги (станция Адриановка). С ближайшими населёнными пунктами (Кайдалово, Зубковщина) посёлок связан также автодорогами местного значения.

## Инфраструктура
В посёлке имеются средняя школа, библиотека, амбулатория; находится администрация сельского поселения. Работающие жители заняты в основном обслуживанием железной дороги, а также сельскохозяйственным производством.